# Gaetano Cutore
Gaetano Cutore (Paternò, 21 giugno 1869 – Catania, 28 febbraio 1955) è stato un medico e anatomista italiano.

## Biografia
Figlio di Emanuele e Giulia Cutore, si laureò in alla facoltà di medicina e chirurgia all'Università di Catania nel 1894. 
Cinque anni dopo, nel medesimo ateneo si laureò in scienze naturali. Nei suoi studi  e nelle sue ricerche, il Cutore si occupò principalmente di malformazioni fetali, di teratologia e di cellule. 
Iniziò come assistente, e nel 1926 ottenne la cattedra di anatomia umana dell'Università etnea. Lasciò la cattedra nel 1939 per limiti di età, ma fu poi richiamato dal 1943 al 1945, prima di ritirarsi definitivamente.
Fu autore di numerose pubblicazioni, su tutti vi fu Manuale di anatomia topografica del 1923, di oltre ottanta pagine e trecento illustrazioni.